# Моршанский историко-художественный музей
Моршанский историко-художественный музей им. П. П. Иванова — музей в Моршанске Тамбовской области. Филиал Тамбовского областного краеведческого музея.

## История создания и развития
Основан в 1918 году археологом-самоучкой, художником и краеведом Петром Петровичем Ивановым (род. 29 мая 1886 года - ум. 12 сентября 1942 года) в бывшем магазине верхней одежды купцов Кавериных, который размещался в одном из лучших зданий города. С 1912 года Иванов стал ходатайствовать об открытии музея в Моршанске, но осуществить мечту ему удалось лишь 6 лет спустя. Дата основания музея 13 апреля 1918 года. Постановление о создании Моршанского музея было принято на заседании уездного исполкома Моршанска. Октябрьская социалистическая революция способствовала тому, что часть имущества дворянских усадеб была передана народному историко-археологическому музею. Это был первый уездный провинциальный музей, открытый в первый год советской власти. С 1925 года здание полностью отдано под музей.
В 2008 году была начата реставрация начавшего разрушаться здания. С 2014 года, когда экспозицию закрыли для посещения, сотрудники музейного учреждения участвовали в различных выставочных проектах. В июне 2021 года после продолжительной масштабной реконструкции состоялось торжественное открытие музея, ставшего центром городского туристического притяжения.

## Описание
Иванов П. П. открыл музей на основе своей коллекции, которую он собирал в течение 15 лет. Его фонды поначалу насчитывали более 2000 предметов из личного собрания Петра Петровича и лишь 144 предмета были переданы различными лицами и организациями.
После того, как музей занял всё здание в 1925 году, коллекции и экспонаты были размещены по отделам: археологический, старинное оружие, этнографический, нумизматика, церковно-историческая утварь, промышленность. Первоначальная экспозиция имела кунст-камерный характер, а профиль музея был историко-археологическим. Художественный отдел был открыт в 1926 году. Произведения искусства для открытого отдела передавали граждане в дар. Жители города и со соседних селений принимали активное участие в развитии музея.
С 1941 года музей получил краеведческое направление.
В 1950 году сотрудниками музея было положено начало сбору этнографического материала в научно-исследовательских экспедициях.
В 1993 году Моршанский музей получил статус историко-художественного музея.
Сотрудники музея проводят научно-просветительские мероприятия, посвящённые Победе в Великой Отечественной войне для средних общеобразовательных школ. Также музеем в школах организовываются мероприятия «Музей и православная культура».
При музее действует историко-культурный клуб «Олимп», организованный в 2006 году. Инициатор создания клуба — городской отдел культуры.
В 2014 году была выпущена переписка основателя музея Петра Петровича Иванова в виде сборника документов из архивной коллекции «Письма всегда не оставляю без ответов…».

## Коллекции
В музее хранится множество тысяч экспонатов. Работают отделы — современного общества, художественный, выставочный зал и зал древнерусского искусства. В состав музея входят художественный и палеонтологический отделы, отдел советского периода истории и отдел «Дореволюционное прошлое Моршанского края». Представлены коллекции древнемордовских могильников VIII—XI веков, которые были собраны П. П. Ивановым на раскопках в 1927-1937 годах. В музее размещена вторая в России по величине и качеству коллекция древнерусской деревянной скульптуры. Она представлена более 70 произведениями XVII-XVIII веков, выставочным залом и залом древнерусского искусства.
В музее выставлены экспозиции «История г. Моршанска», «Наш край в годы Великой Отечественной войны 1941–1945 гг.», «Герои Советского Союза – наши земляки» и другие.